# Anne-Mieke Ruyten
 (janvier 2019).
Si vous disposez d'ouvrages ou d'articles de référence ou si vous connaissez des sites web de qualité traitant du thème abordé ici, merci de compléter l'article en donnant les références utiles à sa vérifiabilité et en les liant à la section « Notes et références ».
Anne-Mieke Ruyten, née Johanna Maria Catharina Theresia Ruyten le 16 août 1960 à Venray,, est une actrice néerlandaise.

## Filmographie

### Cinéma et téléfilms
- 1990 : De brug (nl) : L'invité au mariage
- 1991 : Zeg 'ns Aaa (nl) : Annet
- 1992 : Postbus X (nl) : Bea
- 1992 : Zaterdagavond Cafe : Christien Zwaan
- 1992-1993 : Spijkerhoek (nl) : Yvonne Prins
- 1994 : De Sylvia Millecam Show (nl) : Bruis
- 1994 : Ik, mik, Loreland (nl) : Aap
- 1994-2002 : Sam sam (nl) : Christien Meeuwisse
- 2004 : Erik of het klein insectenboek (nl) : La mère de Erik
- 2004-2013 : Kinderen geen bezwaar (nl) : Maud van Doorn-Zegers
- 2011 : Rang 1 (nl) : Annemie Raes
- 2013 : Sinterklaas en de pepernoten chaos (nl) : La mère de Jennie
- 2019 : Familie (en) : Marianne Maes
- 2019 : De twaalf (nl) : Vera

## Théâtre
- 1985 : Le Dindon
- 1997-1998 :  Schakels : Marianne
- 2000-2001 : Spotgeesten : Elvira
- 2001-2002 : Sneeuwwitje : Koningin
- 2002-2003 : The Sound of Music : Elsa, la barone
- 2005-2006 : Tita Tovenaar : Grobelia
- 2008 : De flat van Jet -:Jet, titelrol.
- 2011-2013 : Daddy Cool de Musical : Ma Baker
- 2012 : Calendar Girls : Annie
- 2012-2013 : Hema de musical : Anja
- 2014 : De huisvrouwmonologen : Elise
- 2015 : Onder de groene hemel : Anna
- 2015-2016 : Opvliegers : Ellen
- 2016 : Lente Kriebels, liedjesprogramma samen met Ernst-Daniel Smid : La soliste
- 2016-2017 : Opvliegers 2 , in de Sneeuw : Ellen
- 2017-2018 : Drs. Down : Maria